# 平正度
平正度（？—1067年前），是平安時代中期的武將、平氏中的伊勢平氏第二代當主，也是著名武將、公卿、政治家平清盛的高祖父，身份為從四位下齋宮助、諸陵助、帶刀長、左衛門尉、常陸介、出羽守、越前守。

## 生平
平正度繼承了父親平維衡和兄長平正輔於伊勢國的勢力並慢慢擴張，並擁有木造莊（三重縣一志郡），不過其具體事蹟並不詳，不過可知在治曆三年（1067年）時他已經去世。